# دستي ألين
دستي ألين (بالإنجليزية: Dusty Allen)‏ هو لاعب كرة قاعدة أمريكي، ولد في 9 أغسطس 1972 في أوكلاهوما سيتي في الولايات المتحدة.

## وصلات خارجية
- دستي ألين على موقعبيزبول رفرنس.كوم (الدوري الرئيسي) (الإنجليزية)
- دستي ألين على موقعبيزبول رفرنس.كوم (الدوري الثانوي) (الإنجليزية)
- دستي ألين على موقع مشجعي الرسوم البيانية (الإنجليزية)